# Amaryllis (Gattung)
Amaryllis ist eine Pflanzengattung aus der Familie der Amaryllisgewächse (Amaryllidaceae). Die nur zwei Arten sind in Winterregen-Gebieten des südlichen Afrika verbreitet. Bei der im Gartenhandel insbesondere zur Advents- und Weihnachtszeit verkauften „Amaryllis“ handelt es sich nach heutiger botanischer Systematik um die Gattung Hippeastrum (Rittersterne).

## Beschreibung

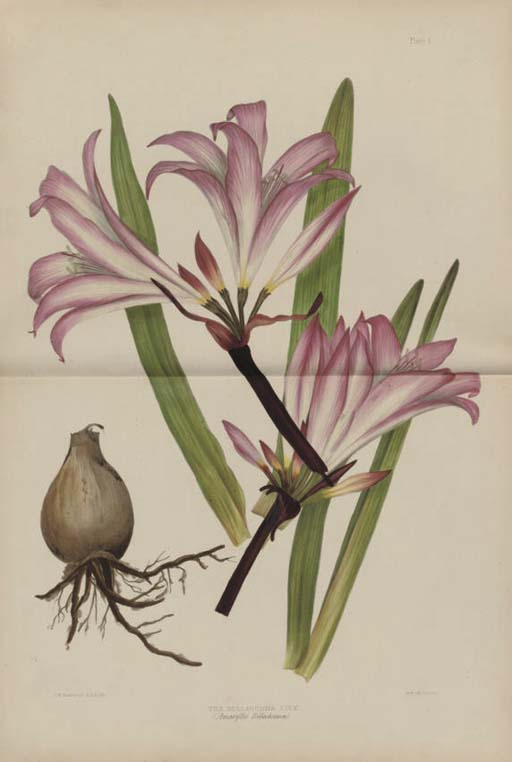
Illustration der Belladonnalilie (Amaryllis belladonna)

### Erscheinungsbild und Laubblätter
Bei den Amaryllis handelt es sich um eine ausdauernde krautige Pflanze. Diese Geophyten bilden eine Zwiebel als Überdauerungsorgan aus. Die Pflanzen sind in der Trockenzeit blattlos und bilden erst nach der Blütezeit neue Blätter. Die grundständig, wechselständig und zweizeilig angeordneten fünf bis elf Laubblätter sind einfach, schmal bis breit riemenförmig, parallelnervig und ganzrandig.

### Blütenstände und Blüten
Der aufrechte, kräftige, blattlose Blütenstandsschaft ist nicht hohl wie bei Hippeastrum. In einem doldigen Blütenstand stehen zwei bis zwölf Blüten, die von zwei Tragblättern (Brakteen) umgeben sind. Die gestielten Blüten stehen jeweils über einem fadenförmigen Deckblatt (Brakteole).
Die Blüten sind zwittrig, meist leicht zygomorph und dreizählig. In den zwei Kreisen sind die je drei freien Blütenhüllblätter mehr oder weniger gleichgestaltig. Es sind zwei Kreise mit je drei gleichen, fertilen Staubblättern vorhanden. Die Staubfäden können an ihrer Basis zusammenhängen. Die Staubbeutel öffnen sich mit einem Längsschlitz. Drei Fruchtblätter sind zu einem unterständigen, dreikammerigen Fruchtknoten verwachsen. In jeder Fruchtknotenkammer sind vier bis acht anatrope Samenanlagen vorhanden. Der Griffel endet in einer dreilappigen Narbe.

### Früchte und Samen

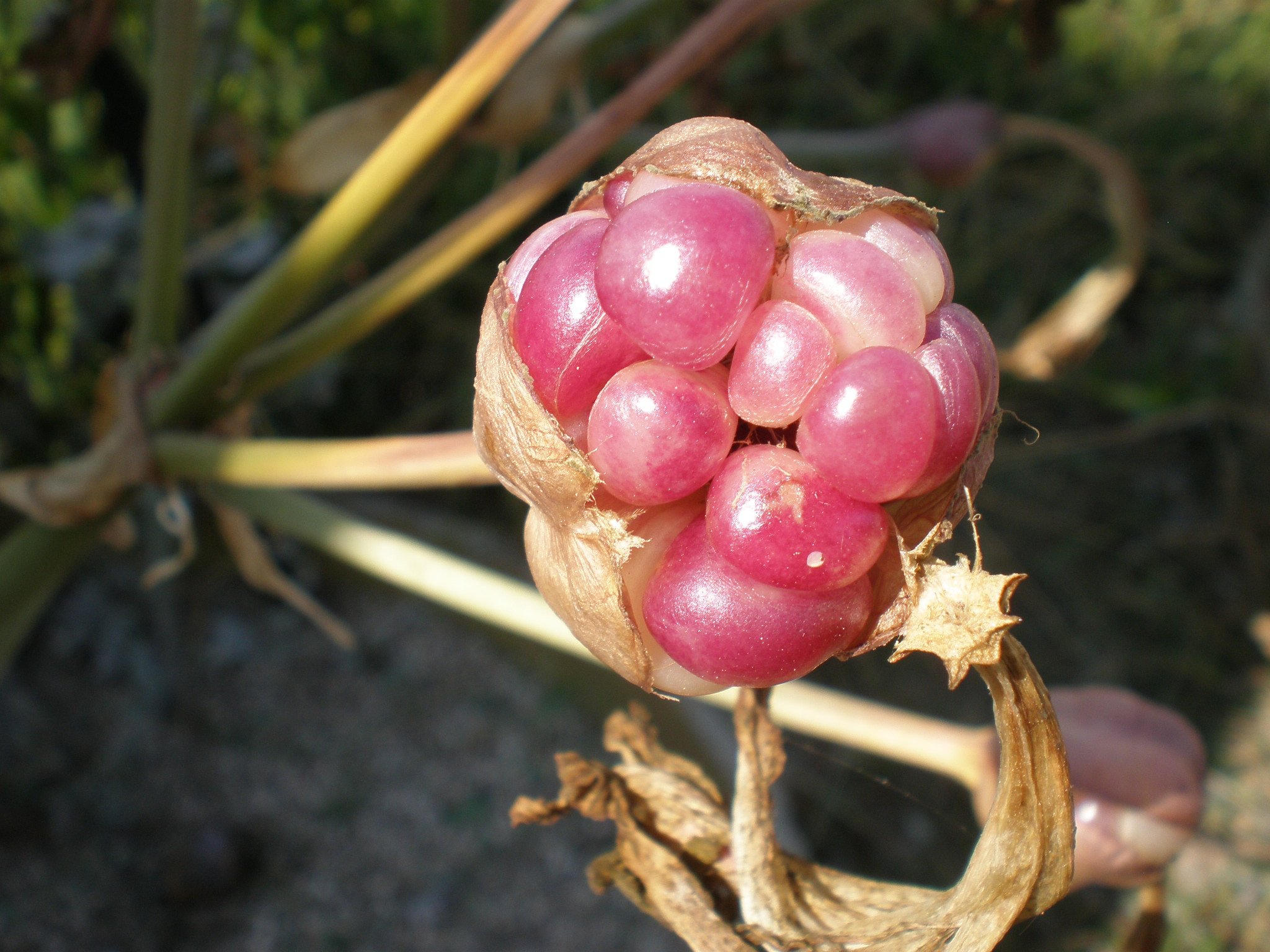
Samen

Es wird eine Kapselfrucht gebildet. Die fleischigen Samen sind bei einem Durchmesser von etwa 15 mm mehr oder weniger kugelig.

### Chromosomen
Die Chromosomengrundzahl beträgt x = 11.

### Giftigkeit
Alle Pflanzenteile sind giftig.

## Analytik
Zur qualitativen und quantitativen Bestimmung einzelner Inhaltsstoffe kommen nach angemessener Probenvorbereitung Kopplungen der Gaschromatographie mit der HPLC oder TLC zur Anwendung.

## Systematik und Verbreitung
Die Gattung Amaryllis war ursprünglich von Carl von Linné weit breiter gefasst worden als heute. Anfang des 20. Jahrhunderts kam es zu einer Aufspaltung dieser Gattung, wobei der wissenschaftliche Name Amaryllis auf die aus der kapnahen Bergregion Südafrikas stammende Belladonnalilie (Amaryllis belladonna) eingeschränkt wurde. Umgangssprachlich und auch im Pflanzenhandel werden aber auch heute noch weitere Arten der früheren Großgattung als Amaryllis bezeichnet, insbesondere die aus Südamerika stammenden Arten der Rittersterne (Hippeastrum). Der Gattungsname Amaryllis (altgriechisch Ἀμαρυλλίς) ist vom Namen einer Schäferin (Nymphe) aus den Eclogae (10 Hirtengedichte) Vergils abgeleitet.
Anschließend an die Aufspaltung wurde die Gattung lange Zeit für monotypisch gehalten, mit Amaryllis belladonna als einziger Art. Erst im Jahr 1998 wurde von der südafrikanischen Botanikerin Deirdré Anne Snijman in A Record of Contributions from the National Herbarium, Union of South Africa. In Bothalia, Volume 28, Issue 2, S. 193, mit Amaryllis paradisicola eine zweite Art beschrieben.
In der Gattung Amaryllis gibt es heute zwei Arten. Beide Arten sind in Winterregen-Gebieten des südlichen Afrika heimisch:
- Belladonnalilie (Amaryllis belladonna L.): Sie ist in der südafrikanischen Provinz Westkap verbreitet.
- Amaryllis paradisicola Snijman: Sie gedeiht im extrem ariden Richtersveld.

## Eponyme
Der Asteroid (1085) Amaryllis ist nach der Pflanzengattung der Amaryllis benannt.

## Bilder
Belladonnalilie (Amaryllis belladonna):

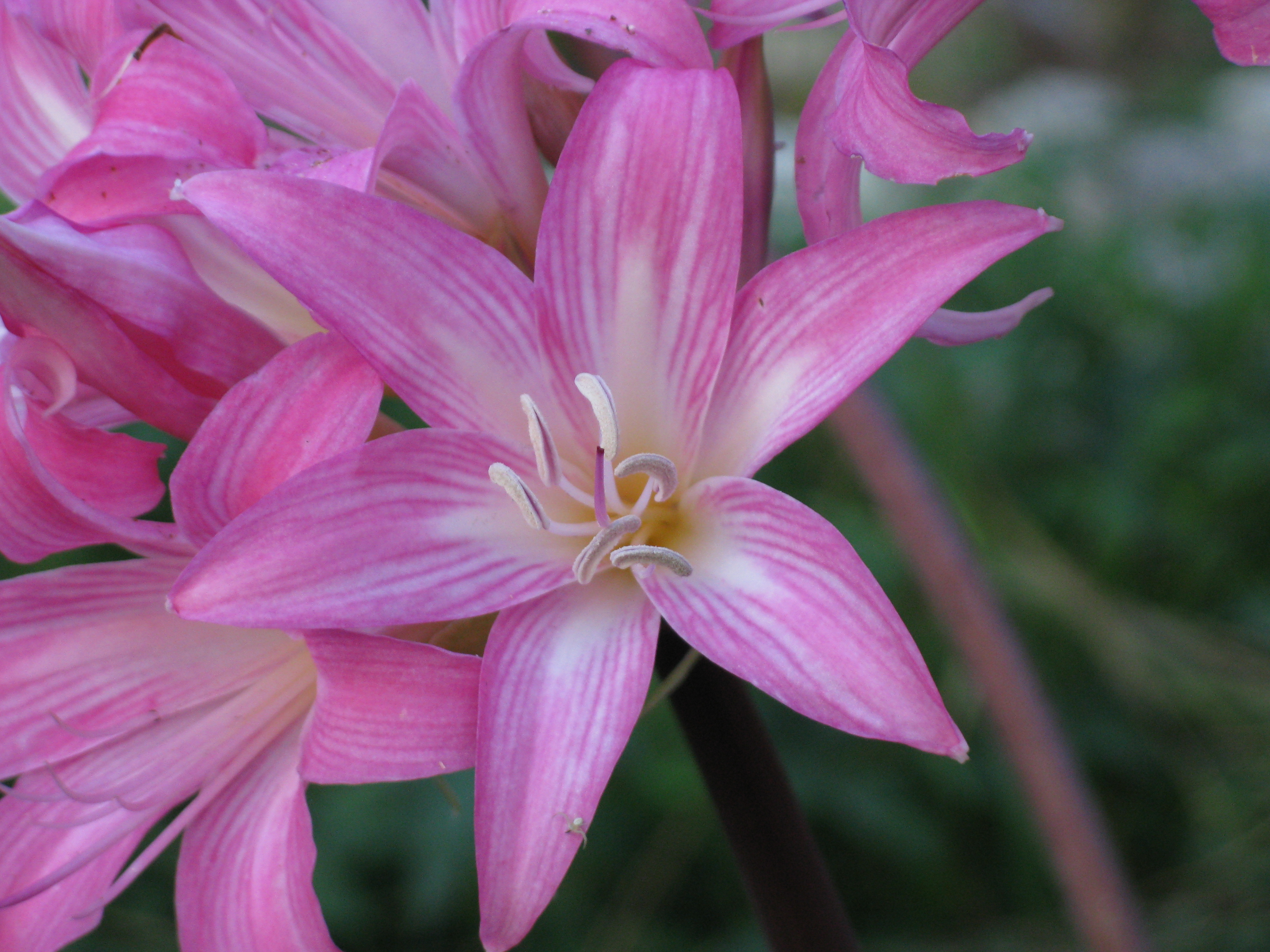
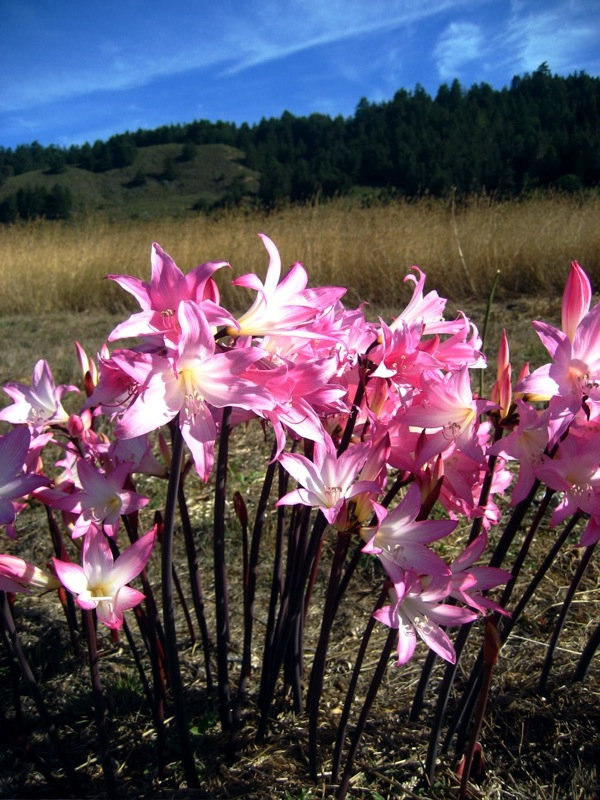